# 와이파이 7
와이파이 7(Wi-Fi 7) 또는 IEEE 802.11be는 초고처리량(EHT)은 802.11 IEEE 표준의 차기 개정판이며 2.4, 5, 6GHz 주파수 대역의 정지 및 보행자 속도를 갖춘 WLAN 실내외 작동에 초점을 맞춘 802.11ax를 기반으로 구축되었다.
802.11be 개정판이 개발되었으며, 2021년 3월까지 초안을, 2024년 초까지 최종 완료를 목표로 하였다.

## 개요
IEEE 802.11be는 와이파이 7에서 최대 30Gbps의 속도를 구현하는 것을 목표로 하고 있다. 이는 5세대 이동통신에서 구현하고자 하는 목표와 동일하다.
와이파이 6는 다중 접속 환경에서의 효율성을 극대화하는 데에 초점을 맞춘 기술들을 접목시켰고, 와이파이 7에서는 5G인 5G NR처럼 4차 산업 혁명 시대에 대비하고자 저지연성 (낮은 지연시간)과 광활한 전송 속도를 구현하는 것을 목표로 한다.